# Sassen-Trantow
Sassen-Trantow est une municipalité allemande du land de Mecklembourg-Poméranie-Occidentale et l'arrondissement de Poméranie-Occidentale-Greifswald.

## Personnalités liées à la ville
- Jörg Drehmel (1945-), athlète né à Trantow.